# 安倍鷹野
安倍 鷹野（あべ の たかの）は、平安時代初期の貴族。従五位上・安倍猪名麻呂の子。官位は従四位下・右近衛少将。

## 経歴
従五位下に叙爵の後、延暦25年（806年）2月に治部少輔に任ぜられてまもなく上総介として地方官に転じる。
同年3月に平城天皇が即位すると、4月に衛門権佐兼少納言として京官に復帰する。のち、右近衛少将兼武蔵守を務め、大同3年（808年）には従五位上から従四位下と1年の間に三階の昇進を果たしている。
大同4年（809年）閏2月28日卒去。

## 人物
思いやりがあって情け深い性格で、多くの人を抜擢したという。
『日本後紀』における鷹野の薨伝には、大同2年（807年）に発生した伊予親王の変に連座して拷問を受けるも罪を認めず、平城天皇の命令により大杖で打たれ、背中が崩れ爛れて死亡した侍従・中臣王との関係を示唆する記述があるが、該当部分が欠字となっており、どのような関係であったか明らかでない。

## 官歴
『日本後紀』による。
- 時期不詳：従五位下
- 延暦25年（806年） 2月10日：治部少輔。2月16日：上総介。4月18日：衛門権佐。4月21日：少納言
- 時期不詳：従五位上。右近衛少将兼武蔵守
- 大同3年（808年） 正月25日：正五位下。7月9日：内蔵頭、右近衛少将武蔵守如元。11月17日：従四位下
- 大同4年（809年） 閏2月28日：卒去（従四位下）